# Luis Etchevehere
Luis Lorenzo Etchevehere (Diamante, 22 de mayo de 1875-Buenos Aires, 21 de septiembre de 1935) fue un político y abogado argentino, que se desempeñó como gobernador de la provincia de Entre Ríos entre el 29 de diciembre de 1931 y 1 de julio de 1935.
Además, fue senador nacional por Entre Ríos y presidente provisional del Senado, entre 1928 y 1930.

## Biografía
Era uno de los seis hijos de los estancieros Luis Bernardino y Tomasa Craig, de origen vasco-francés e irlandés respectivamente, asentados en la localidad de Diamante, en una casa ubicada a pocos metros de la municipalidad. En aquella ciudad realizó sus estudios primarios y secundarios. Se recibió de Abogado en la Universidad de Buenos Aires con medalla de oro. Fue uno de los precursores del radicalismo en su provincia, habiendo fundado la Unión Cívica Radical de Entre Ríos y participado en las revoluciones radicales.
En 1914, fundó el periódico El Diario de Paraná de Entre Ríos, siendo su primer director. Fue vocal del Consejo de Educación provincial y fundó y presidió el Jockey Club y la biblioteca popular de Paraná.
Fue elegido vicegobernador de su provincia junto con Miguel M. Laurencena, entre octubre de 1914 y 1918, por la Unión Cívica Radical. Durante la gobernación de Celestino Marcó desempeñó los cargos de Ministro General entre octubre de 1918 y abril de 1919; y de Ministro de Gobierno, entre abril de 1919 y julio de 1920. Posteriormente fue elegido Senador Nacional en 1925 por la Unión Cívica Radical Antipersonalista. 
Fue elegido Gobernador en 1931. Durante su gestión se creó el Banco de la Provincia de Entre Ríos y se reformó la constitución. Sus medidas como gobernador estuvieron orientadas al fomento de la pequeña producción y colonización agrícola (como la llamada "Ley de Solidaridad Social"), a la desconcentración y pequeña propiedad de la tierra, y a la cooperativización económica. La Ley 3006/34 estableció un impuesto a la tierra libre de mejorasEl período comprendido entre 1930 y 1935, coincide con la decadencia de la vitivinicultura y la citricultura en la región, junto con la caída del stock vacuno y el cierre de un tercio de los tambos produjo una grave crisis económica en el interior provincial. Progresivamente los pequeños agricultores fueron desapareciendo del interior provincial y migrando a otras provincias. Durante su gobernación se producirían fuertes cambios en la matriz productiva, motivadas entre otras por la eliminación del impuesto a las herencias para grandes terratenientes, que produjeron una fuerte concentración y extranjerización en  la propiedad y tenencia de la tierra provincial. Estas medidas estuvieron marcadas por la impronta del ministro Bernardino Horne, quien posteriormente sería funcionario durante la presidencia de Arturo Frondizi. Sin embargo, sus medidas no fueron suficientes para aminorar el efecto de la crisis mundial ocurrida en 1929, y la economía de la provincia fue golpeada severamente. Los pequeños agricultores fueron desapareciendo del interior provincial y migrando a los centros urbanos de otras provincias, conforme el proceso de industrialización de la década de 1930 se iba desenvolviendo. La economía de la provincia se vio aún más perjudicada debido a la prohibición de producir vino durante el gobierno de Agustín Pedro Justo.

## Familia
Se casó con Margarita Fernández de la Puente y tuvo siete hijos. Uno de ellos, Arturo Julio Etchevehere, se desempeñó en el Superior Tribunal de Justicia de la provincia, Ministro de Justicia y fue presidente del banco provincial.
 Logia boliviana 212.